# Huckleberry Finn kalandjai (regény)
A Huckleberry Finn kalandjai (eredeti címén: The Adventures of Huckleberry Finn) Mark Twain műve (1884), a Tom Sawyer kalandjai c. könyvének (1876) folytatása.

## Keletkezése
Mark Twain eredetileg a Tom Sawyer kalandjai folytatásának szánta a művet, amely végigkísérte volna Huck Finnt felnőttkorán át. A cím eredetileg Huckleberry Finn önéletírása volt. Mark Twain több éven át megszakításokkal dolgozott a regényen, ám végül elállt attól a szándékától, hogy bemutassa a főhős felnőtté válását. Feltehetőleg írás közben elvesztette az érdeklődését a téma iránt, és jó néhány évre félretette. Egy utazás után, amelyet a Mississippin lefelé tett, Twain visszatért a regényhez. Befejezéskor megváltoztatta a címet: Huckleberry Finn kalandjai (Tom Sawyer bajtársa).

## Cselekménye
|  | Alább a cselekmény részletei következnek! |

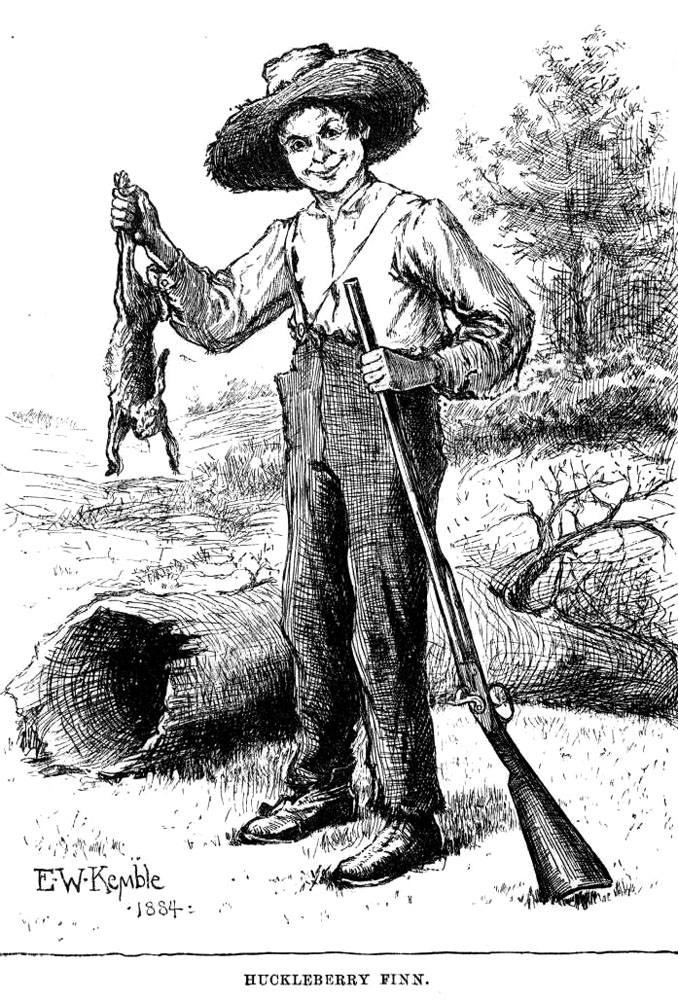
E. W. Kemble illusztrációja az első kiadáshoz, 1884

Huck és Tom a Mississippi menti, fiktív St. Petersburgban – amelyet a szerző a saját gyermekkori élményeit adó Hannibal (Missouri állam) városról mintázott – élik gyerekkorukat.
Huck a falu ifjú páriája, egy részeges csavargó fia, akit senki nem nevel, nem jár iskolába, teljesen törvényen kívül áll, ezért minden szülő tiltja a gyerekét tőle, ugyanezért viszont minden gyerek irigyli őt, és keresi tiltott társaságát.
A Tom Sawyer kalandjai végén Tom és Huck hatalmas értékű kincset talál. Huck eközben megakadályozza, hogy Indián Joe bosszúból megölje özvegy Douglasnét, ezért hálából az özvegy fiává fogadja. Huck nem tud megbarátkozni a civilizált életmóddal, és megszökik.
A Huckleberry Finn kezdetén Huck mégiscsak visszatér az özvegyhez, mivel Tom rablóbandát akar alapítani, és abba csak tisztességes, civilizált gyerekek léphetnek be...
Felbukkan Huck apja, a részeges csavargó, aki megtudja, hogy fia vagyonos lett. Egyrészt rá akarja tenni a kezét a pénzre, másrészt nem akarja, hogy fia többre vigye, mint ő. Ezért elrabolja az özvegytől a fiút, és a folyó túloldalán, egy lakatlan területen lévő viskóban tartja magánál. Hucknak alapjában véve tetszik új élete: nem kell iskolába járni, egész nap heverészés, pipázás, horgászás. Néhány dologgal azonban nem tud megbarátkozni: apja rendszeresen kékre-zöldre veri, és amikor dolgára megy, Huckot bezárja a viskóba. Egyszer részegen, delíriumos állapotában majdnem megöli a fiát. Huck ezért megszökik, és egy szigeten húzza meg magát.
Itt találkozik Jimmel, a szökött rabszolgával, aki szintén bujkál. Ettől kezdve egészen a regény végéig Hucknak lelkiismereti problémái vannak: egyrészt Jim a barátja, akinek szökését segítenie kell, másrészt megvetésre méltó bűnnek tartja azt, ha valaki egy szökött rabszolgát segít.
Megunva a szigeti életet, útra kelnek a folyón, és egyik kalandjuk a másikat követi.
Két csalót is felvesznek tutajukra, akiket már becsapott üldözőik majdnem utolértek. Velük közös számos kalandjuk azzal ér véget, hogy az egyik csaló Huck távollétében Jimet – mint szökött és körözött rabszolgát – eladja egy farmernak.
Huck kinyomozza, hová került Jim, és a segítségére indul. A farmon örömmel fogadják, mint kiderül, épp Tom Sawyert várják vendégségbe, aki rokonuk. Huck Tomnak adja ki magát. Hamarosan megérkezik Tom is, aki – hogy Huckot le ne leplezze – saját öccseként, Sidként mutatkozik be. Ez után a két barát együtt dolgozik azon, hogy a fogolyként tartott Jimet kiszabadítsák. Ez nem állna semmiből, hisz Jim bezárt kunyhójának kulcsához hozzáférnek, egyszerűen kiengedhetnék. De Tom túlságosan kalandvágyó és fantáziadús ahhoz, hogy ezt a megoldást válassza. Kedvenc könyveit tekinti kötelező mintának, melyekben államfoglyok évtizedes rabság után szöknek meg börtöneikből. Mindenféle mulatságos ostobaságot művelve, és nagy riadalmat keltve, elérik, hogy a környék összes farmere összegyűlik, és puskákkal felfegyverkezve várják, hogy Jim női ruhában megkezdje a szökést. Ebben a kalandban Tomot lövés éri, Jim pedig az elfogatást vállalva visszatér hozzá, hogy ápolja.
Hamarosan megérkezik Polly néni, Tom nagynénje, és minden rejtélyre fény derül: arra is, hogy nem Tom és Sid, hanem Huck és Tom voltak a farm vendégei, és arra is, hogy Jimet gazdája időközben bekövetkezett halála előtt felszabadította, így ő már szabad. Huck lelkiismerete megkönnyebbül, és azt is megérti, hogy egy ilyen jól nevelt fiú, mint Tom, miként vállalhatta egy szökött néger kiszabadítását…
Arra is fény derül, hogy Huck apja meghalt, a vagyon ismét az övé, Huck pedig folytatja szabad életét.
|  | Itt a vége a cselekmény részletezésének! |

## Fogadtatása
A Huckleberry Finn kalandjai kapott néhány barátságos hangvételű kritikát, de összességében a fogadtatása ellentmondásos volt. Az amerikai kiadás megjelenésekor néhány könyvtár kitiltotta az állományából. Az első kritikák a könyv nyerseségére vonatkoztak. A Boston Transcript a következő esetről számolt be: "A concordi közkönyvtár (Massachusetts állam) bizottsága úgy döntött, hogy kizárja Mark Twain legutóbbi könyvét a könyvtárból. A bizottság egyik tagja úgy nyilatkozott, hogy noha nem nevezné erkölcstelennek a művet, úgy véli, hogy alig van benne humor, és az is alantas fajta. Merő szemétnek tekinti. A könyvtár és a bizottság többi tagja hasonlóképpen vélekedik, úgy értékelve, hogy a regény nyers, közönséges és pórias, amely nem felemelő történeteket mesél el, így az egész könyv inkább a lecsúszottaknak való, semmint intelligens, tiszteletreméltó embereknek." Twain később megjegyezte a kiadójának, hogy „a concordi könyvtár elítélte Huckot, mint ami szemét, és csak a lecsúszottaknak való. Ez minden bizonnyal huszonötezerrel emeli az eladott példányszámot!”
"A legtöbb kritikus úgy érzi, hogy amint Tom Sawyer megjelenik, Huckleberry Finn szinte csak szatírává és közönséges vígjátékká válik, ami leértékeli a Huck és Jim között kialakult mély, bensőséges viszonyt." Hemingway szerint "Az egész modern amerikai irodalom Mark Twain egyetlen könyvéből, a Huckleberry Finnből származik. Ha elolvasod, ott kell megállnod, ahol a néger Jimet ellopják a fiúktól. Ez az igazi vége. A többi csak csalás. De ez a legjobb könyvünk. Minden amerikai irodalom ebből származik. Semmi sem volt előtte. Azóta sincs semmi ilyen jó." A Pulitzer-díjas Ron Powers megállapítja Mark Twain életrajzában, hogy „Huckleberry Finnt az utolsó fejezetek ellenére remekműnek tartják.”
A könyvet az afroamerikai polgárjogi mozgalom  1950-es évekbeli felerősödése óta, majd az 1980-as évek politikai korrektségi, a 2010 évek óta pedig a wokeness ideológia szellemében ismét a legkülönbözőbb bírálatok érik. Rendszeresen felmerül az a kérdés is, hogy egyáltalán – eredeti szöveggel vagy P. C. változatban – kiadható-e, illetve bennmaradhat-e az iskolák tantervében.

## Magyar fordításai
- Huckleberry Finn vándorlásai és kalandjai; ford. Kemény György; Magyar Könyvkiadó-Társaság, Budapest, 1905
- Huckleberry Finn kalandjai; ford. Rákosi Jenő, ill. Pólya Tibor; Athenaeum, Budapest, 1921
- Huckleberry Finn kalandjai; az ifjúság számára ford. Szegedy Ila; Tolnai, Budapest, 1930
- Huckleberry Finn és Tom Sawyer kalandjai; ford. Koroknay István, ill. Enyvvári Herbert; Révai, Budapest, 1936
- Huckleberry Finn kalandjai; sajtó alá rend. Bodrits István; Testvériség-Egység, Újvidék, 1956
- Huckleberry Finn kalandjai; ford. Bartos Tibor; Impresszum, Budapest, 1998
- Huckleberry Finn kalandjai; átdolg. Suzanne McCabe, ford. Bocz András, ill. Richard Lauter; Alexandra, Pécs, 2005 (Illusztrált klasszikusok kincsestára)
- Huckleberry Finn kalandjai; átdolg. Oliver Ho, ford. Edwards Zsuzsanna; ill. Dan Andreasen; Alexandra, Pécs, 2010 (Klasszikusok könnyedén)
- Huckleberry Finn kalandjai; átdolg. Maria Seidemann, ford. Kincses Edit, ill. Markus Zöller; Ciceró, Budapest, 2013 (Klasszikusok kisebbeknek)
- Huckleberry Finn kalandjai; ford. Baktay Ervin, ill. Edward Windsor Kemble; Hopp Ferenc Ázsiai Művészeti Múzeum, Budapest, 2014